# Контрада Стела (Трапани)
Контрада Стела је насеље у Италији у округу Трапани, региону Сицилија.
Према процени из 2011. у насељу је живело 214 становника. Насеље се налази на надморској висини од 152 м.